# Ricardo Carballo Calero
Ricardo Carballo Calero (connu sous Ricardo Carvalho Calero, graphie lusiste), né à Ferrol en Galice (Espagne) le 30 octobre 1910 et mort à Lugo le 25 mars 1990, est un philologue et écrivain galicien. Il a été membre de la Real Academia Galega. Il a été le premier titulaire de la chaire de linguistique et littérature galiciennes à l'université de Saint-Jacques-de-Compostelle. Il est considéré comme l'intellectuel galicien ayant, entre autres par ses travaux linguistiques, initié le mouvement réintégrationnisme, il est le fondateur de l'association AGAL[réf. nécessaire].

## Biographie
Après des études secondaires à Ferrol, Carvallo Calero est parti en 1926 à Saint-Jacques-de-Compostelle pour poursuivre des études supérieures en droit et en philosophie et lettres, et pour effectuer son service militaire. C'est à Saint-Jacques-de-Compostelle qu'il entre en contact avec le galléguisme et les mouvements culturels de l'époque, en particulier avec le Séminaire d'études galiciennes (Seminario de Estudos Galegos).

## Œuvre

### Poésie
- Trinitarias, 1928 (en castillan)
- Vieiros, 1931
- La soledad confusa, 1932
- O silencio axionllado, 1934
- Anxo da terra, 1950
- Poemas pendurados dun cabelo 1952
- Calteiro de Fingoi, 1961
- Pretérito Imperfeito, 1980
- Futuro condicional, 1982
- Cantigas de amigo e outros poemas, 1986
- Reticências, 1990

### Théâtre
- Catro pezas (quatre pièces : A sombra de Orfeo, Farsa das zocas, A arbre, Auto do prisioneiro)1971
- Teatro Completo, 1982

### Romans
- Xente da Barreira, 1950
- Scórpio, 1987

### Essais
- História da Literatura Galega Contemporánea, 1963 (rééditions en 1975 et 1976)
- Sete poemas galegos, 1955
- Versos iñorados e ou esquecidos de Eduardo Pondal, 1961
- Gramática elemental del gallego común, 1966
- Brevario antológico de la literatura gallega contemporánea, 1966
- Édition de Cantares gallegos de Rosalía de Castro, 1969
- Libros e autores galegos: dos trovadores a Valle Inclán, 1970
- Sobre lingua e literatura galega, 1971
- Particularidades morfológicas del lenguaje de Rosalía de Castro, 1972
- Poesías de Rosalía de Castro, avec L.Fontoira Surís, 1972
- Estudos rosalianos, 1977
- Problemas da Língua Galega, 1981
- Da Fala e da Escrita, 1983
- Letras Galegas, 1984
- Escritos sobre Castelao, 1989
- Do Galego e da Galiza, 1990 (Posthume)
- Umha voz na Galiza, 1992 (Posthume)